# Bilgeri-Gletscher
Der Bilgeri-Gletscher ist ein Gletscher an der Graham-Küste des Grahamlands auf der Antarktischen Halbinsel. Auf der Welingrad-Halbinsel fließt er in östlicher Richtung zur Barilari-Bucht, die er südlich des Huitfeldt Point erreicht.
Teilnehmer der British Graham Land Expedition (1934–1937) unter der Leitung des australischen Polarforschers John Rymill kartierten ihn. Das UK Antarctic Place-Names Committee benannte ihn 1959 nach dem österreichischen Skilaufpionier Georg Bilgeri (1873–1934).